# Grič-tunneln, Zagreb
Grič-tunneln (kroatiska: Tunel Grič) är en gångtunnel i Zagreb i Kroatien. Den drygt 350 meter långa passagen sammanbinder gatorna Mesnička och Radićeva i stadens centrala del och går under Gradec, även kallat Grič, som utgör en del av Övre staden och Zagrebs historiska stadskärna. Tunneln är en turistattraktion och plats för kulturella evenemang. Den är avgiftsfri och öppen alla dagar i veckan mellan klockan 9 och 21.

## Historik
Grič-tunneln uppfördes av ustaša-regimen åren 1943–1945 under det då pågående andra världskriget i den med Nazityskland allierade Oberoende staten Kroatien. Den tjänade ursprungligen som skyddsrum under de allierades bombningar av Zagreb. På 1950-talet användes den som förråd för frukt och grönsaker. Tunneln var därefter stängd för allmänheten. I samband med det kroatiska självständighetskriget (1991–1995) togs den åter i bruk som skyddsrum. Dock inte för allmänheten. Under självständighetskriget sökte medlemmar av den politiska ledningen, däribland den tidigare presidenten Franjo Tuđman, skydd i tunneln. Under kriget i Kroatien hölls den första ravefesten i Zagreb år 1993 i tunneln.
Åren 2015–2016 renoverades tunneln med syfte att revitalisera den som passage och förbindelselänk för fotgängare och samtidigt skapa ett nytt "rum" för kulturella evenemang. I samband med renoveringen fick tunneln ny betongbeläggning och ljussättning. Flera originaldetaljer bevarades i samband med revitaliseringen. Tunneln utrustades även med ljudsystem för uppspelning av musik och fick nya offentliga toaletter.    

## Beskrivning

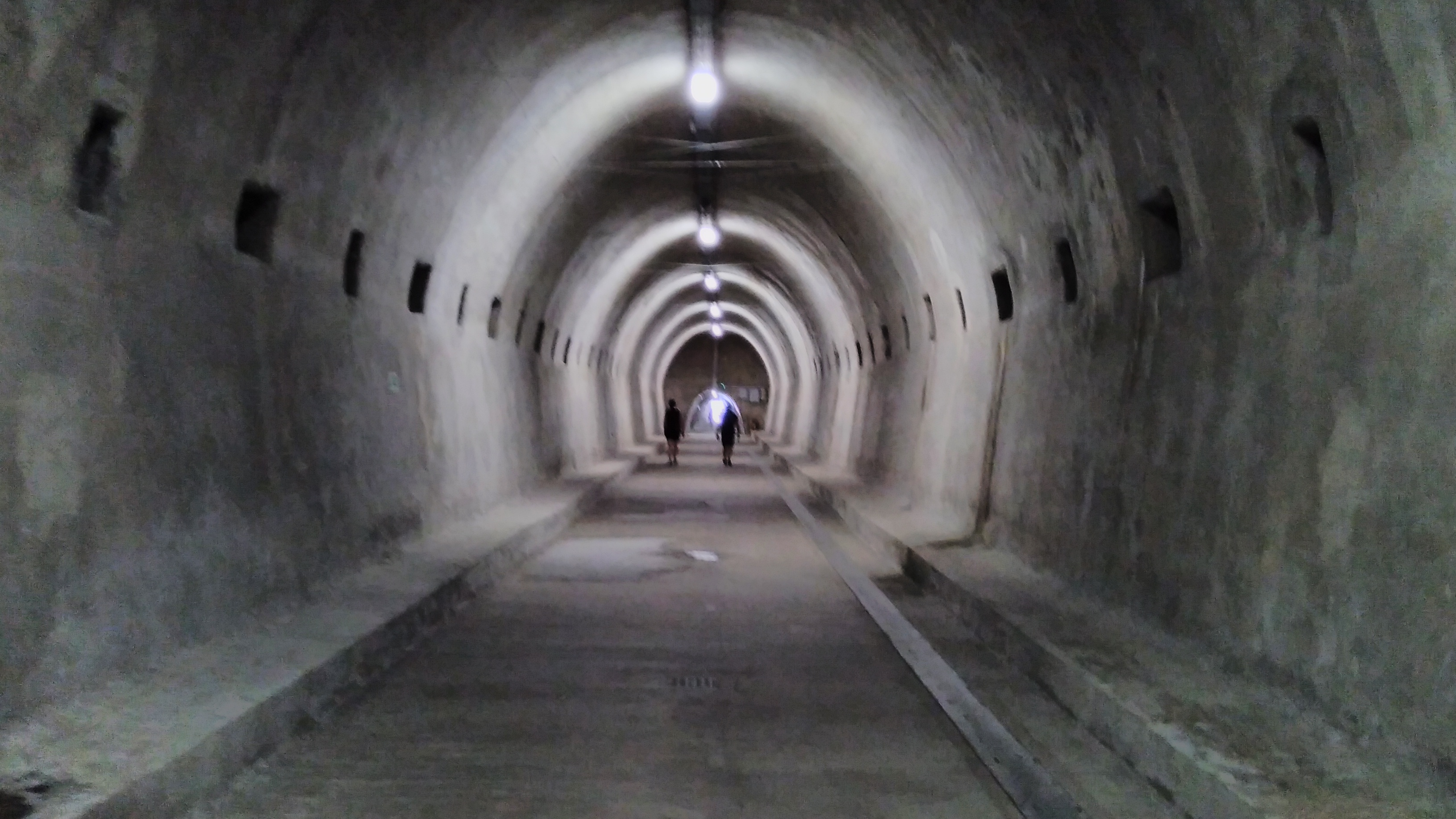
Tunnelns större utrymme sett från öster.

Tunneln är 350 lång och 3,2 meter bred bortsett den centrala delen som är drygt 73 meter lång och 5,5 meter bred. Dess totala yta uppgår till 2 100 kvadratmeter. Tunneln löper parallellt med Ilica i västlig–östlig riktning mellan gatorna Mesnička och Radićeva. Därtill finns ytterligare tre ingångar/utgångar varav två är öppna för allmänheten.  

## Ingångar/utgångar
| Ingångens/utgångens adress | Koordinater                                                     |
| -------------------------- | --------------------------------------------------------------- |
| Mesnička ulica 19          | 45°48′53.4672″N 15°58′14.4834″Ö / 45.814852000°N 15.970689833°Ö |
| Tomićeva 5 A               | 45°48′49.8954″N 15°58′21.9792″Ö / 45.813859833°N 15.972772000°Ö |
| Ilica 8                    | 45°48′49.8954″N 15°58′21.9792″Ö / 45.813859833°N 15.972772000°Ö |
| Radićeva                   | 45°48′53.2152″N 15°58′32.1198″Ö / 45.814782000°N 15.975588833°Ö |

Utöver ingångarna/utgångarna i mallen ovan finns ännu en ingång/utgång vid gatan Ilica. Denna utgång är år 2016 ännu inte öppen för allmänheten.